# アサンプション大聖堂
座標: 北緯13度43分23秒 東経100度30分54秒 / 北緯13.72306度 東経100.51500度

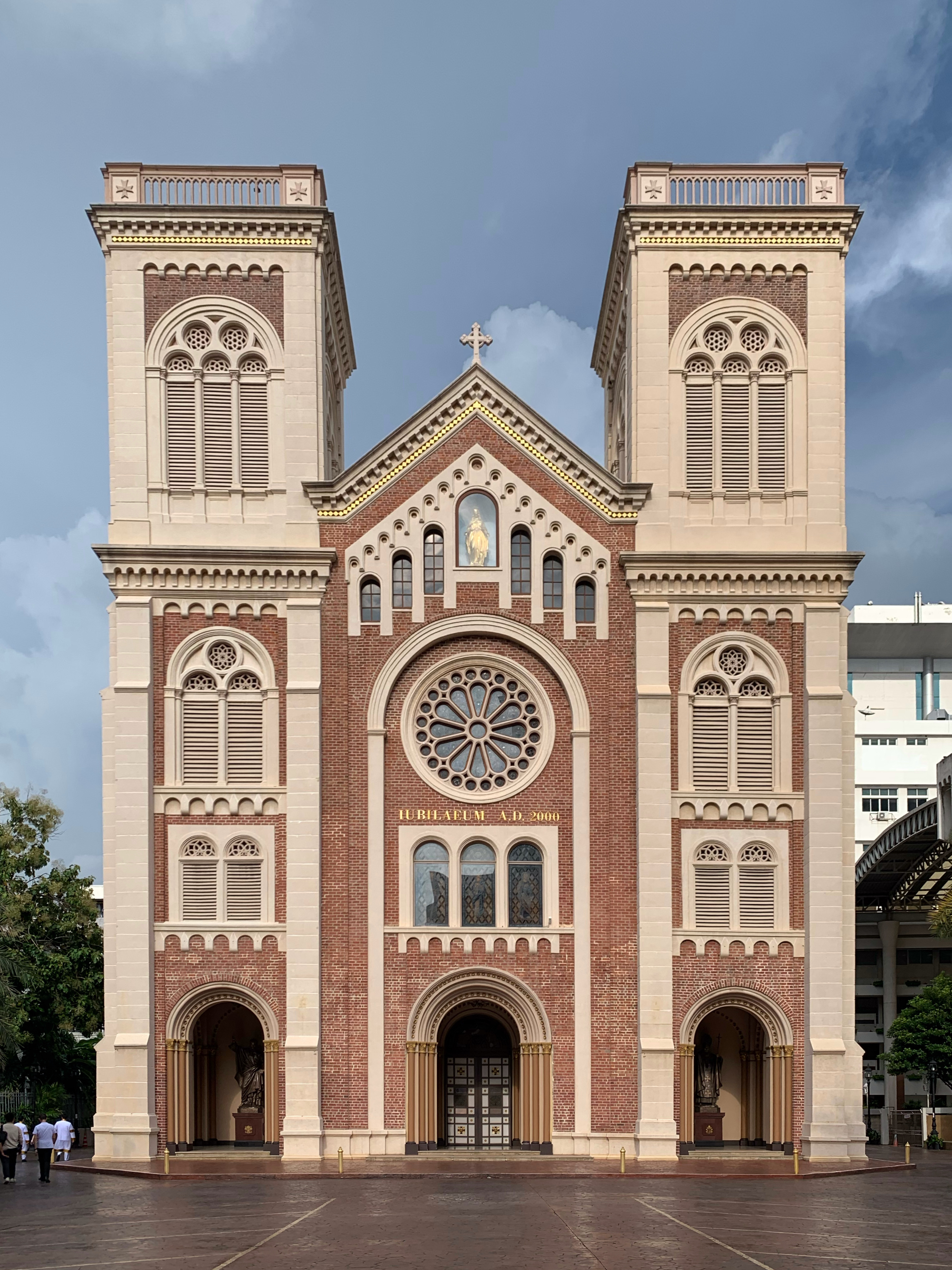
アサンプション大聖堂

アサンプション大聖堂（Assumption Cathedral, อาสนวิหารอัสสัมชัญ）はタイ・バンコクのバーンラック区にあるカトリック教会の大聖堂。オリエンタル・ホテルから小道を挟んで南にある。

## 歴史
1809年、当時のバンコク近辺を管轄していた宣教師であったパスカル神父によって1500バーツの基金が集められたことに歴史が始まる。翌年にはフローラン神父によって土地の購入のため250バーツが集められ、1820年までに土地の購入が完了し、教会の建設が開始された。建設が完了したのは、1922年。これ以降はアサンプション教会はバンコクのカトリック・コミュニティーの中心として機能することになる。大聖堂の建設は1910年に始まり8年後完了した。第二次世界大戦中には空襲の影響を受け教会が破損したため、1942年、77,200バーツの金額を費やして修復作業が行われた。1984年にはローマ教皇・ヨハネ・パウロ2世の訪問を契機に、この聖堂を中心とする教会にバンコク大司教区が設置され、タイにおけるカトリックの中心地となっている。

## 建築
聖堂はロマネスク風の外観である。特にタイのノートルダムと呼ばれる、チャンタブリーのイマキュレート・コンセプション聖堂の影響を受けている。赤い煉瓦が特徴的であり、ドラマや宣伝のロケなどに使われることが多い。

## 利用・訪問
基本的にミサ時間は、観光などの目的での聖堂内部訪問が許されていない。
また信者以外のブライダル・チャペルとしての利用も許されておらず、信者でも有力者でない限り断られる傾向にある。